# Eduard Lassen

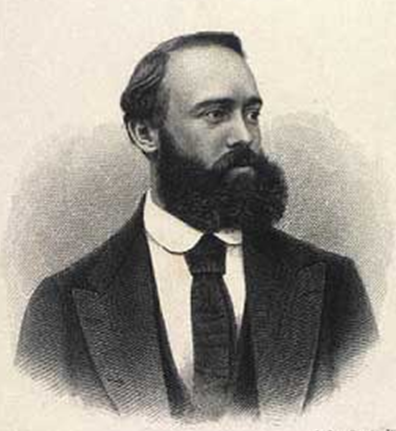
Eduard Lassen

Eduard Lassen (* 13. April 1830 in Kopenhagen; † 15. Januar 1904 in Weimar) war jüdischer belgisch-dänischer Komponist, Pianist und Dirigent.

## Leben
Die Familie Eduard Lassens siedelte kurz nach dessen Geburt nach Brüssel über, wo Vater Louis erfolgreich eine Fabrikation für Blankwaffen und anderem militärischen Zubehör betrieb. Um etwa 1840 erhielt die Familie durch Einbürgerung die belgische Nationalität. Ab 1842 begann Lassen eine musikalische Ausbildung am Königlichen Konservatorium und erhielt dort Erste Preise in Klavier (1844) und Orchesterleitung. Nach Kompositionsunterricht bei François-Joseph Fétis gewann er 1851 den 1. Preis beim belgischen Prix de Rome für Musik mit der Kantate Le festin de Balthazar. Es folgten Studienaufenthalte in Deutschland und Italien. Nach der Aufführung seiner in Brüssel nicht angenommenen Oper Landgraf Ludwigs Brautfahrt 1857 in Weimar erfolgte dort 1858 seine Anstellung als Direktor der Hofmusik. Nach dem Rücktritt Franz Liszts wurde er 1861 Hofkapellmeister und schrieb im gleichen Jahr die Musik zur Uraufführung von Friedrich Hebbels Drama Die Nibelungen. 1895 ging er in den Ruhestand.
Lassen gehörte laut Vermerk der Judenliste von 1880 zur jüdischen Gemeinde in Weimar und war 1903 Mitgründer des Israelitischen Religionsvereins der Stadt. Außerdem gehörte er zu ersten Mitgliedern der Goethe-Gesellschaft und war Mitglied der Shakespeare-Gesellschaft. 1902 nahm ihn die Académie royale des Sciences, des Lettres et des Beaux-Arts de Belgique als assoziiertes Mitglied auf.
Neben Opern schrieb Lassen auch Symphonien, Ouvertüren und Lieder. Vor allem Letztere machten ihn bekannt.

## Werke
Opern:
- Le Roi Edgard, 1855, ins Deutsche übersetzt von Pasqué als Landgraf Ludwigs Brautfahrt, Aufführung in Weimar am 10. Mai 1857[4]
- Frauenlob, 1860, Aufführung in Weimar am 22. Mai 1860
- Le Captif, 1865, Aufführung in Brüssel am 24. April 1865, ins Deutsche übersetzt von P. Cornelius als Der Gefangene, Aufführung in Weimar am 8. April 1869

Schauspielmusik:
- Musik zu Goethes Faust. I. und II. Theil op. 57, UA 6./7. Mai 1876

Werke mit Orchester:
- Violinkonzert D-Dur op. 87